# 小さな翼
「小さな翼」（ちいさなつばさ）は、真田アサミの1枚目のシングル。2012年11月28日にFLYINGPAN RECORDから発売された。

## 概要
個人名義としての楽曲は、2001年2月10日に発売されたアルバム『First Step』以来11年ぶりとなる。シングルとしては1作目であり、テレビアニメ『けいおん!』の楽曲に関わりが深い前澤寛之が参加している。
本作発売を記念してアニメイトでイベントが開催された。

## 収録曲
1. 小さな翼
作詞：真田アサミ 作曲：前澤寛之
2. ここにあるから
作詞：真田アサミ 作曲：前澤寛之
3. ガレキニハナヲ
作詞・作曲：やしきん
4. 小さな翼（Instrumental）